# Iŷmā‘
Iŷmā‘ (إجماع) o iyma es un término árabe que se refiere al consenso ideal de la Umma (comunidad islámica o conjunto de seguidores del islam).
El hadiz de Mahoma que proclama que "Mi comunidad nunca estará de acuerdo en un error" se cita como apoyo a la validez de la iŷmā‘. Los musulmanes suníes guardan la iŷmā‘ como la tercera fuente fundamental de la sharía, después de la divina revelación del Corán, la práctica profética de la sunna. 
El razonamiento analógico o qiyas se describe como cuarta fuente en el islam sunita, mientras que el islam chiita usa el 'aql (intelecto). Muchos escritores musulmanes conservadores han afirmado que el uso de la iŷmā‘ hace compatible la ley islámica con la democracia. El chiismo acepta la iŷmā‘ en condiciones restringidas como una fuente de la ley islámica. Técnicamente se trata de "la doctrina y la unánime opinión de las autoridades religiosas reconocidas en un momento dado".
Varios defensores de los movimientos liberales dentro del Islam critican la opinión tradicional de que la iŷmā‘ no es más que un consenso entre los estudiosos islámicos tradicionales (en árabe, ulema). Afirman que el consenso verdaderamente democrático debería implicar a toda la comunidad en lugar de una pequeña y conservadora clase clerical, sobre todo porque no hay sistema jerárquico en el islam.